# Nosodendron sikkimense
Nosodendron sikkimense är en skalbaggsart som beskrevs av Champion 1923. Nosodendron sikkimense ingår i släktet Nosodendron och familjen almsavbaggar. Inga underarter finns listade i Catalogue of Life.